# Josef Václav z Lichtenštejna (1767-1842)
Josef Václav z Lichtenštejna (německy Joseph Wenzel Franz Anastasius von Liechtenstein; 21. srpna 1767 Vídeň – 30. července 1842 Vídeň) byl rakouský šlechtic z rodu Lichtenštejnů, duchovní a císařský generál.

## Životopis
Josef Václav z Lichtenštejna byl druhý syn polního maršála knížete Karla Josefa z Lichtenštejna (1730–1789) z vedlejší větve lichtenštejnských knížat a jeho manželky, princezny Marie Eleonory, rozené z Oettingenu-Spielbergu (1745–1812).
Také jeho bratři Mořic Josef a Alois Gonzaga z Lichtenštejna sloužili v císařské armádě a oba dosáhli hodnosti polního maršála.
Jako dítě byl, na rozdíl od většiny členů svého rodu, kteří se věnovali vojenské kariéře, původně předurčen pro církevní dráhu. V roce 1774, když mu bylo pouhých devět let, ho jeho otec doprovázel do Kolína nad Rýnem, aby zde v katedrále sv. Petra dokončil svá studia kněžství. Zde obdržel kanonikát, přestože dosud formálně nevyslovil své věčné sliby. V roce 1783 byl pod osobním vedením opata Carla Tacchiho (1745-1813) přeložen do Rovereta, kde získal hudební lekce u skladatele Giacoma Gotifreda Ferrariho. 
V listopadu 1784, stále pod dohledem opata Tacchiho, se přestěhoval do Říma, aby zde mohl studovat teologii v klášteře Santo Stefano del Cacco. O dva roky později se v Římě setkal s německým básníkem Johannem Wolfgangem von Goethe, který jej uvedl v Akademii Arcadia, jednom z hlavních uměleckých a literárních kruhů té doby. 
V roce 1788 přijal kněžské svěcení.
Když byl ještě v Římě, na radu kardinála Giuseppa Garampiho pokračoval ve studiu na francouzském semináři a byl jmenován kanovníkem salcburské katedrály.
Po období neklidných osobních úvah se však podle zářného příkladu svých bratrů rozhodl opustit církevní dráhu a aktivněji se věnovat vojenské kariéře. V roce 1804 se mu v Římě dostalo sekularizace a vstoupil do císařské armády.
Vojenské působení ukončil v roce 1814 v hodnosti generálmajora poté, co se zúčastnil bojů poslední fáze napoleonských válek, odešel do penze. 
Josef Václav z Lichtenštejna se nikdy neoženil a zemřel bez potomků ve Vídni v červenci 1842.